# Lỗ bình
Lỗ bình (danh pháp khoa học: Lobelia alsinoides) là loài thực vật có hoa trong họ Hoa chuông. Loài này được Lam. mô tả khoa học đầu tiên năm 1792.